# Avatar: Legenda lui Aang
Avatar: Legenda lui Aang (engleză Avatar: The Legend of Aang, cunoscut și ca Avatar: The Last Airbender)  este un serial de animație american creat de Michael Dante DiMartino și Bryan Konietzko și produs de Nickelodeon Animation Studio.
Avatar este plasat într-o lume de inspirație asiatică în care unii oameni pot manipula telechinetic unul dintre cele patru elemente – apă, pământ, foc sau aer – prin practici cunoscute sub numele de „stăpânire”, inspirate de artele marțiale chinezești. Singurul individ care poate stăpânii toate cele patru elemente, „Avatarul”, este responsabil pentru menținerea armoniei între cele patru națiuni ale lumii și servește drept legătură între lumea fizică și lumea spiritelor. Seria este centrată în jurul călătoriei lui Aang, în vârstă de doisprezece ani, actualul avatar și ultimul supraviețuitor al națiunii sale, Nomazii Aerului, împreună cu prietenii săi Katara, Sokka și Toph, în timp ce aceștia se străduiesc să pună capăt războiului Poporului Focului împotriva celorlalte națiuni și să-l învinge pe Lordul Focului Ozai înainte ca acesta să cucerească lumea. De asemenea, urmărește povestea lui Zuko — prințul exilat al Poporului Focului, care încearcă să-și restabilească onoarea pierdută prin capturarea lui Aang, însoțit de unchiul său Iroh — și, mai târziu, de sora sa Azula. Avatar este prezentat într-un stil care combină anime-ul cu desenele animate americane și se bazează pe imaginile culturii în primul rând chineze, cu alte influențe din Asia de Est, Asia de Sud-Est, Asia de Sud, Lumea Nouă, Siberia și Arctic.
Avatar: Legenda lui Aang a fost un succes în rating-uri și a primit aprecieri din partea criticilor pentru personajele sale, referințele culturale, direcția artistică, actoria vocală, coloana sonoră, umorul și temele sale. Acestea includ concepte rar abordate în divertismentul pentru tineri, inclusiv război, genocid, imperialism, totalitarism, îndoctrinare și libera alegere. A câștigat cinci premii Annie, un premiu Genesis, un premiu Primetime Emmy, un premiu Kids' Choice și un premiu Peabody. Serialul este considerat de mulți critici drept unul dintre cele mai bune seriale de televiziune animate din toate timpurile.
Avatar a fost difuzat pe Nickelodeon timp de trei sezoane, din februarie 2005 până în iulie 2008. Franciza extinsă Avatar include o serie de benzi desenate în curs de desfășurare, o serie de romane prequel, o continuare animată și un film live-action, precum și un serial remake live-action produs pentru Netflix. Serialul complet a fost lansat pe Blu-ray în iunie 2018, în onoarea celei de-a zecea aniversări a finalului său și a fost disponibilă pe Netflix în Statele Unite și Canada în mai 2020, pe Paramount+ în iunie 2020, și pe Amazon Prime Video în ianuarie 2021.

## Povestea
Serialul urmărește aventurile lui Aang și ale prietenilor săi, care trebuie să salveze lumea înfrângându-l pe Lordul Focului și, astfel, să pună capăt războiului cu Națiunea Focului. Personajele principale sunt: Katara (o stăpână a apei din Tribul de Sud), Sokka, fratele ei, Aang (Avatarul) și ajutoarele lor Momo și Appa, iar printre personajele negative se numără prințul Zuko (fiul Lordului Focului) și unchiul său Iroh. După sfârșitul primului sezon, în scenă mai apare prințesa Azula (sora lui Zuko), dar și o nouă stăpână a Pământului, Toph Beifong, care se va alătura, ulterior, echipei lui Aang. Tocmai în al treilea sezon, apare Supremul Lord al Focului Ozai, când va avea loc o înfruntare între el și Aang. Războiul a fost început acum 100 de ani, de către Împăratul Focului Sozin, acesta fiind bunicul actualului împărat.

## Cartea I: Apa
În primul sezon, Aang, ultimul maestru al aerului și, totodată, actualul avatar, iese la lumină, după 100 de ani, timp în care poporul Focului a încercat să cucerească celelalte 3 popoare și să-l găsească pe Aang, pentru a-l distruge și a-și asigura, în acest fel, supremația asupra întregii lumi. După ce se întâlnește cu Katara și Sokka, avatarul pornește împreună cu aceștia într-o călătorie până în Triburile apei de Nord, pentru a găsi un maestru de la care Aang să învețe stăpânirea apei. La începutul călătorei, ei se opresc în Templul Aerului de Sud, unde Aang are o viziune cu mentorul său spiritual Avatarul Roku (omorât de prietenul său cel mai bun, fostul Lord al Focului Sozin, cel care a pornit războiul). Apoi poposesc pe Insula Kyoshi, unde o întâlnesc pe Suki, trec prin minunatul oraș Omashu și, peste câteva zile, în urma unei viziuni a unei comete, avatarul și prietenii lui pleacă spre Insula Semilunii aflată în Regatatul Focului. Acolo are loc prima întâlnire înlesnită de solstițiul de iarnă dintre Aang și Roku. Acesta din urmă îi spune că la sfârșitul următoarei veri, cometa care i-a oferit puterea lui Sozin de a începe războiul va reveni, forța ei urmând a fi folosită de Lordul Focului Ozai pentru a încheia războiul. În continuarea drumului lor spre Polul Nord, echipa avatar l-a întâlnit pe Jet, liderul unui grup intitulat "Luptătorii libertății", format din copii ai pădurii, care au ca scop eliberarea unei regiuni din Regatului Pământului, aflat sub controlul Națiunii Focului. Când călătoria este aproape de final, ei ajung in Templul Aerului de Nord, care a fost repopulat de către niște refugiați, buni inventatori, aceștia se aflau în conflict cu Națiunea Focului. În ultimele două episoade, în Tribul Apei de Nord se duce o bătălie pentru cucerirea lui și, totodată, pentru prinderea lui Aang. Aici, Sokka se îndrăgostește de prințesa Tribului, dar aceasta se sacrifică pentru a restabili balanța dintre Yin și Yang, ea devenind Spiritul Lunii.

## Cartea II: Pământul
În al doilea sezon, Aang, Katara și Sokka se îndreaptă spre Omashu pentru ca avatarul să învețe să stăpânească Pământul de la vechiul său prieten, actualul Împărat Bumi. Când ajung ei, află că orașul a fost ocupat de Națiunea Focului, Aang fiind nevoit să găsească un alt maestru al Pământului. După o căutare lungă, o găsesc pe Toph Beifong, o fată de 12 ani oarbă din naștere, dar, în ciuda acestei probleme, o uimitoare maestră a Pământului. Ea a promis că-l va ajuta pe Aang să stăpânească pământul dacă o va lua și pe ea în aventura lor, în acest mod scăpând de protecția excesivă a părinților ei. În deșert, echipa avatar a găsit o bibliotecă, de unde Aang și prietenii săi au aflat că, în ziua în care va fi următoarea eclipsă de soare, națiunea Focului își va pierde puterile pe parcursul acesteia. Dar, cât timp Aang, Katara și Sokka erau în bibliotecă, Appa, bizonul zburător al lui Aang, a fost furat. În ciuda acestui lucru, membrii echipei avatar nu renunță la misiunea lor, începând să plănuiască un atac asupra palatului împăratului Focului. După ce ajung în Ba Sing Se, capitala regatului Pământului, Aang și echipa sa vor să-l facă pe împărat să li se alăture în atacul asupra poporului Focului. Când totul părea să fie perfect, capitala este ocupată de armata poporului Focului condusă de Azula.

## Cartea III: Focul
Nu mai este mult și cometa lui Sozin este pe cale să îi sporească puterile împăratului Ozai. Aang nu crede că se simte în stare să se lupte cu un asemenea titan și este cât pe ce să renunțe, dar Katara, Sokka și Toph îi stau alături și îl conving să meargă mai departe și să sfârșească odată și pentru totdeauna acest război. Planul lui Sokka este încă în mișcare și după ce își întâlnește tatăl, ei împreună cu soldații pământului și vechii lor prieteni iau cu asalt Poporul Focului. Când Aang vrea să-l înfrunte pe Lordul Focului Ozai, el pur și simplu dispare. Toți cei care au atacat Poporului Focului sunt închiși după ce planul lor eșuează, cu excepția copiilor care au reușit să scape, refugiindu-se în Templul Aerului din Vest. După o discuție aprinsă cu tatăl său, Zuko a decis să-și răscumpere greșelile, încercând să se alăture  echipei avatar și să-l învețe pe Aang stăpânirea Focului. Din cauza răului provocat în trecut de el, Katara nu l-a crezut din prima. Dar, după ce Zuko a dus-o pe Katara la omul crud care i-a ucis mama, Katara i-a mai acordat o șansă, astfel începând pregătirea lui Aang. Iar, în urma unei întâlniri cu ultimii dragoni în viață, pregătirea avatarului a luat sfârșit. Dar, pe măsură ce se apropia momentul în care Cometa lui Sozin le va spori puterile tuturor membrilor Națiunii Focului, toată lumea îl îndeamnă pe Aang să-l ucidă pe Ozai, ceea ce contravine principiilor sale. Însă, o țestoasă-leu îi arată o alternativă, învățându-l cum să ia puterile celor care fac abuzuri. Când cometa lui Sozin se vede pe cer, Aang se înfruntă cu împăratul Ozai. Iar, după o confruntare epică, când Lordul Focului era cât pe ce să învingă, Aang a ieșit victorios, încheind Războiul de 100 de ani prin luarea puterilor lui Ozai. În acest răstimp, Zuko și Katara au înfruntat-o pe Azula, reușind să o înfrângă. După aceea, Ozai și Azula au fost închiși, iar Zuko a devenit noul Lord al Focului, inaugurându-se astfel o nouă eră de pace între Poporul Focului, Triburile Apei, Regatul Pământului și singurul Nomad al Aerului, cel puțin deocamdată. Iar Aang și Katara s-au sărutat  devenind un cuplu fericit având 3 copii (unul din ei fiind un nomad al Aerului).

## Media

### Cărții
Au fost publicate mai multe cărți bazate pe serial. Dark Horse Comics a publicat o carte de artă intitulată Avatar: The Last Airbender – The Art of the Animated Series pe 2 iunie 2010, cu 184 de pagini de artă originală din serie.

#### Benzi desenate
Mai multe cărții de benzi desenate au fost publicate în revista Nickelodeon, iar Dark Horse a publicat Avatar: The Last Airbender – The Lost Adventures — oa collection of these and new comics — pe 15 iunie 2011.
Dark Horse a publicat o serie de romane grafice de Gene Yang care continuă povestea lui Aang după Războiul de o sută de ani. Avatar: The Last Airbender – The Promise, publicat în trei volume în 2012, explorează soarta coloniilor Poporului Focului care devin Republica Unită în Legenda lui Korra. Această serie a fost tradusă în ebraică în 2016–2017. Un al doilea set de trei cărți de benzi desenate, Avatar: The Last Airbender – The Search, se concentrează pe Zuko și Azula și pe soarta mamei lor Ursa. Al doilea set a fost tradus în ebraică în 2018–2019. Cel de-al treilea set, Avatar: The Last Airbender – The Rift, își mută atenția asupra lui Aang, creeri Orașului Republică și relația lui Toph cu familia ei. The Rift a fost urmat de Avatar: The Last Airbender – Smoke and Shadow despre o forță de rezistență din Națiunea Focului împotriva Lordului Focului Zuko, care la sfârșitul seriei originale a preluat tronul. Al cincilea roman grafic a fost Avatar: The Last Airbender – North and South, care urmărește evenimentele din Smoke and Shadow și este despre Katara și Sokka care se întorc în Tribul Apei pentru a vedea diferite schimbări în patria lor. Următorul roman grafic se intitulează Imbalance și a fost lansat în octombrie 2018. Seria explorează conflictul în curs de dezvoltare dintre stăpânii elementelor și cei care nu stăpânesc nici-un element, care devine centrul conflictului în primul sezon al comtinuării, Legenda lui Korra. Spre deosebire de cele cinci cărți anterioare, a fost scris de Faith Erin Hicks.

#### Seria de romane prequel
O serie de romane pentru adulți tineri din două părți, care se concentrează pe Avatar Kyoshi, scrisă de F. C. Yee, a fost publicată în iulie 2019 de Abrams Children's Books. Prima carte din romanele Kyoshi este Avatar: The Last Airbender – The Rise of Kyoshi. A doua parte a seriei, intitulată Kyoshi's Shadow, a fost lansată pe 21 iulie 2020.

### Jocuri video
O trilogie de jocuri video bazată pe serial a fost lansată. Jocul video The Avatar: The Last Airbender a fost lansat pe 10 octombrie 2006, iar Avatar: The Last Airbender – The Burning Earth a fost lansat pe 16 octombrie 2007. Avatar: The Last Airbender – Into the Inferno a fost lansat pe 13 octombrie 2008. Avatar: Legends of the Arena, un joc de rol cu multiplayer online în masă (MMORPG) pentru Microsoft Windows, a fost lansat pe 15 septembrie 2008 de Nickelodeon. Jucătorii își pot crea propriul personaj și pot interacționa cu alți jucători din întreaga lume. Avatar: The Last Airbender a fost cel mai bine vândut joc Nickelodeon de la THQ în 2006 și a fost unul dintre cele mai mari hituri ale Sony CEA. Aang și Zuko apar ca skinuri pentru Merlin și, respectiv, Susano, în Smite. personajele și locațiile din Avatar: The Last Airbender sunt prezentate în Nickelodeon Kart Racers 2: Grand Prix. Un joc de rol pe ture de la Navigation Games, intitulat Avatar Generations, este programat pentru o lansare la începutul anului 2023 pentru iOS și Android.

### Filmul live-action
Primul sezon al serialului a stat la baza filmului live-action din 2010 The Last Airbender, care a fost scris și regizat de M. Night Shyamalan. A fost intenționat să fie primul dintr-o trilogie de filme, fiecare dintre ele bazat pe unul dintre cele trei sezoane de televiziune. Filmul a fost criticat universal pentru scris, actorie, distribuție și regia lui Shyamalan; a câștigat un rating de aprobare de 5% pe Rotten Tomatoes, precum și cinci Razzies la cea de-a 31-a ediție a premiilor Golden Raspberry, inclusiv Worst Picture, și unii critici l-au descris ca fiind unul dintre cele mai proaste filme realizate vreodată. Deși filmul a împărtășit inițial titlul serialului de televiziune, titlul The Last Airbender a fost folosit pentru că producătorii se temeau că va fi confundat cu filmul lui James Cameron Avatar. The Last Airbender îi are în rolurile pe Noah Ringer în rolul lui Aang, Nicola Peltz în rolul Katarei, Jackson Rathbone în rolul lui Sokka, Dev Patel în rolul lui Zuko și Shaun Toub în rolul lui Iroh.

### Serialul Sequel
The Legend of Korra, un serial sequel al Avatar: The Last Airbender, a avut premiera pe Nickelodeon pe 14 aprilie 2012. A fost scris și produs de Michael Dante DiMartino și Bryan Konietzko, creatorii și producătorii seriei originale. Serialul a fost inițial intitulat Avatar: Legend of Korra, apoi The Last Airbender: Legend of Korra; evenimentele sale au loc la șaptezeci de ani după sfârșitul Avatar: The Last Airbender. Protagonistul serialului este Korra, o fată de 17 ani din Tribul de Sud al Apei, care este încarnarea Avatarului după moartea lui Aang.